# Třesín
Třesín (345 m n. m.) je zalesněný vápencový vrch v okrese Olomouc ve stejnojmenném kraji.

## Geografická poloha

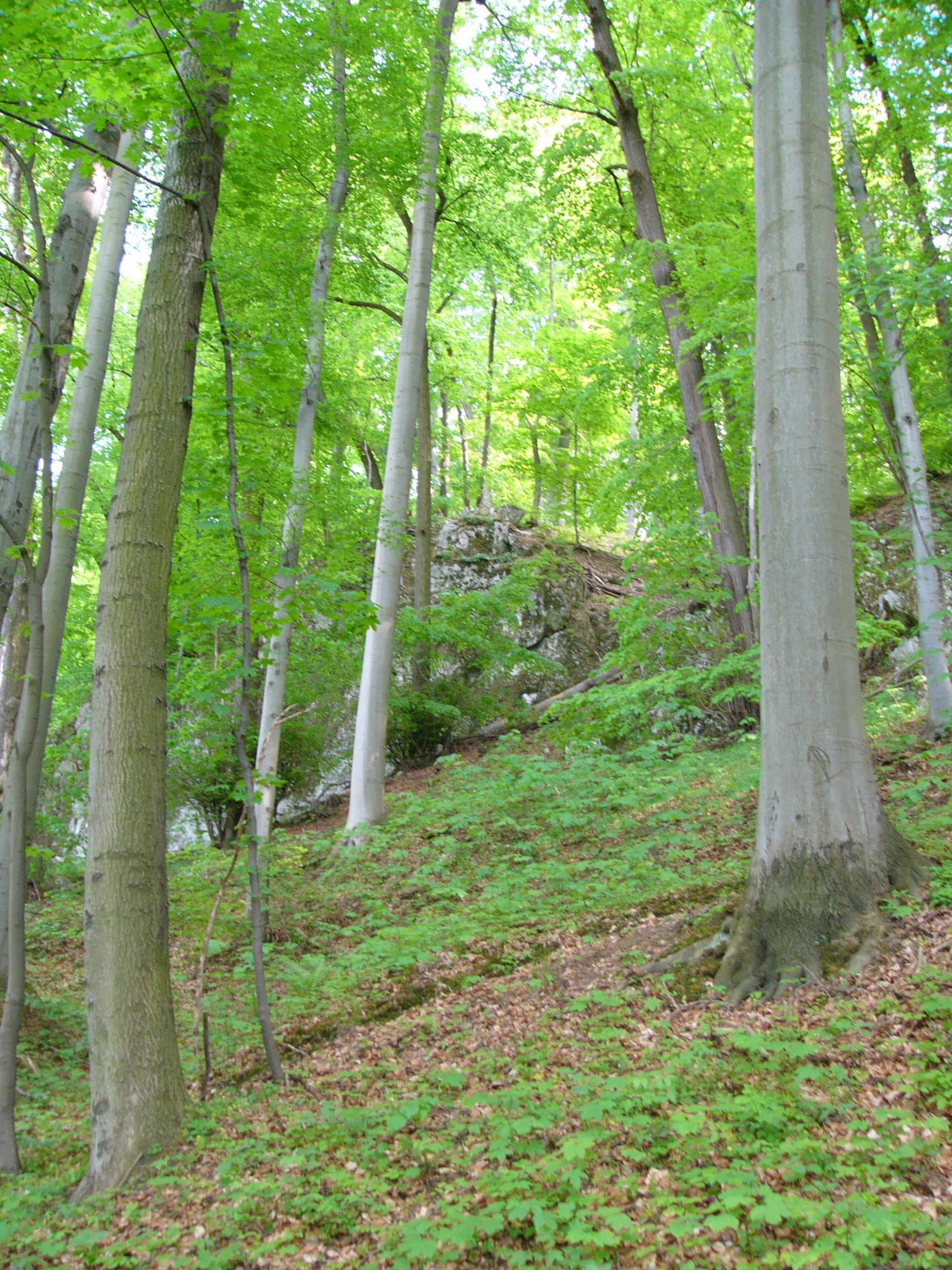
Národní přírodní památka Třesín

Třesín je vzdálen necelé 4 km vzdušnou čarou směrem na západ od Litovle. Kopec leží na okraji Bouzovské vrchoviny na pravém břehu Malé vody, jednoho z ramen řeky Moravy.
Převážná část vrchu přísluší do katastrálního území Měník; na jeho východním úpatí leží obec Mladeč, která dala jméno Mladečským jeskyním v jeho nitru. V jeskyních byly nalezeny pozůstatky pravěkého osídlení. Na severní straně se nacházejí lichtenšteinské romantické stavby Čertův most a pozůstatky Rytířské síně. Dále zde je jeskyně Podkova (zvaná Bočkovy díry), která vznikla umělým spojením dvou menších jeskyní, a krasové prameny Řimické vyvěračky. Na jižním úpatí Třesína se nachází jeskyně Ve štole, využívaná ke speleoterapii.
Lesní komplex prakticky na celém vrchu Třesín, v některých místech i s mírným přesahem do přilehlých vodních toků a protějších svahů, je chráněn jako přírodní památka Třesín. Na východním okraji, asi 1,5 km východně od vrcholu, na ni navazuje národní přírodní památka Třesín, která zahrnuje především Mladečské jeskyně. 